# ديديي بوركالتر
هو رئيس دولة سويسرا الفدرالية ولد في 17 أبريل 1960 في مدينة مقاطعة نوشاتيل الناطقة بالفرنسية وهو رجل اقتصادي ولديه شهادات عليا في الاقتصاد وينتمي إلى الحزب الليبرالي الراديكالي السويسري وشغل منصب مستشار وتعني عمدة لمقاطعة نوشاتيل من سنة 1990 إلى سنة 2001 وعضو حتى سنة 2005 وانتخب في 04 ديسمبر 2013 كرئيس للكنفدرالية السويسرية لسنة 2014 ب183 صوت من أصل 202.

## روابط خارجية
- ديديي بوركالتر على موقع IMDb (الإنجليزية)
- ديديي بوركالتر على موقع مونزينجر (الألمانية)